# UFC Fight Night: Machida vs. Anders
UFC Fight Night: Machida vs. Anders (også kendt som UFC Fight Night 125) var et MMA-stævne, produceret af Ultimate Fighting Championship, der blev afholdt den 3. februar 2018 i Arena Guilherme Paraense i Belém i Brasilien.

## Baggrund
Mens UFC har afholdt adskillige stævner i Nordøst Brassilien, var dette event organisationens første besøg i Pará i landets Nordregion.
En mellemvægtskamp mellem tidligere UFC-letsværvægtsmester Lyoto Machida og Eryk Anders stævnets hovedattraktion.
Danske Damir Hadzovic kæmpede ved dette stævne sin tredje UFC-kamp hvor han tabte til brasilianske Alan Patrick i letvægt på en enstemmig afgørelse med dommerstemmerne 30-25, 30-27, 30-27. Hadzovic var den eneste europæiske kæmper på programmets 11 kampe.

## Bonus awards
De følgende kæmpere blev belønnet med $50,000 bonuser:
- Fight of the Night: Thiago Santos vs. Anthony Smith
- Performance of the Night: Valentina Shevchenko and Iuri Alcântara

## International tv-transmittering
| Land    | Tv-kanal         |
| ------- | ---------------- |
| Denmark | Viaplay Fighting |
| Norway  | Viaplay Fighting |
| Sweden  | Viaplay Fighting |